# Andrea Zanoni
Andrea Zanoni (Treviso, 26 agosto 1965) è un politico italiano, Presidente della Commissione Legalità e membro della Commissione Ambiente del Consiglio regionale del Veneto, già Vice-presidente della Commissione Ambiente nello stesso organo, ed europarlamentare dal 2011.

## Biografia

### Attività politica
Al Parlamento europeo è stato membro della commissione Ambiente, sanità pubblica e sicurezza alimentare (ENVI, Environment, Public Health and Food Safety) e della Commissione per l'occupazione e gli affari sociali (EMPL). Dal gennaio 2012 ha ricoperto la carica di Vicepresidente dell'Intergruppo per il Benessere degli Animali.
È diventato eurodeputato a partire dal settembre 2011, subentrato a Luigi de Magistris nel giugno 2011 dopo la sua elezione a sindaco di Napoli, eletto da indipendente nelle liste di Italia dei Valori. Nel 2009 alle Europee ha ottenuto 11.283 preferenze diventando il primo dei non eletti della circoscrizione nord-orientale. Nel dicembre 2012 non ha più aderito al partito di Italia dei Valori in disaccordo con la strategia politica del partito ed è tornato ad essere indipendente. A ottobre 2013 ha aderito al Partito Democratico. È stato membro della Delegazione italiana del Partito Democratico all'interno del Gruppo dell'Alleanza Progressista dei Socialisti e Democratici al Parlamento europeo e conseguentemente membro del Partito Socialista Europeo.
È stato eletto consigliere comunale di Paese (TV) nel giugno 2009 nella lista Italia dei Valori, lista nella quale risulta il candidato più votato (dimessosi dopo essere stato nominato Eurodeputato). È stato candidato al Consiglio Regionale del Veneto alle amministrative 2010, dove ha raccolto 4.773 preferenze nel collegio di Treviso, miglior risultato a livello regionale fra tutti i 48 candidati d'Italia dei Valori in Veneto e il maggior numero di preferenze tra i 203 candidati dell'Italia dei Valori in tutto il Nord Italia. Nel 2005 è stato candidato alle elezioni regionali del Veneto come indipendente, in rappresentanza del mondo dell'associazionismo ambientalista, nella lista dei Verdi del Sole che ride, nei collegi di Treviso e Vicenza (2600 preferenze nel collegio di Treviso e 1200 preferenze nel collegio di Vicenza, ovvero il primo posto per numero di preferenze in entrambi i collegi senza però essere eletto, anche se ha ottenuto molte più preferenze di quelle di quattro consiglieri regionali eletti però in altri collegi).
Nel 2014 è ricandidato alle elezioni europee con il Partito Democratico nella circoscrizione nord-est ma nonostante sia risultato il candidato più votato nella provincia di Treviso non viene rieletto. L'anno successivo si candida al consiglio regionale nella lista del PD, risultando il più votato della lista in provincia di Treviso e venendo eletto con la carica di Consigliere regionale e Vicepresidente della commissione Ambiente in Consiglio Regionale del Veneto.
Nel maggio del 2024, in occasione delle elezioni europee, viene ricandidato nella lista del PD per la circoscrizione nord-orientale ma non viene rieletto.
Il 13 gennaio del 2025, durante una Conferenza Stampa tenutasi a Venezia presso il Consiglio regionale del Veneto, ha ufficializzato la sua adesione a Europa Verde.

### Attività di volontariato nella tutela dell'ambiente e degli animali
Andrea Zanoni è presidente della Lega per l'Abolizione della Caccia del Veneto e socio della Lega Anti Vivisezione, dell'Ente Nazionale Protezione Animali, della Lega Italiana Protezione Uccelli, degli Animalisti Italiani, del WWF, di Amnesty International e del Comitato Nazionale per la difesa dai Campi Elettromagnetici. È guardia giurata volontaria ecologica, venatoria e ittica dal 1991, è stato responsabile del Settore Conservazione del WWF Veneto (1994-1997) e Coordinatore Regionale delle Guardie volontarie del WWF (1993-1997). Dal 2007 è membro dei Comitati Riuniti Rifiuti Zero (per il riciclo e riutilizzo dei rifiuti) e nel 2008 è stato tra i fondatori dell’Ecoforum di Treviso e dell'ANIMALFORUM di Treviso. È consulente di alcuni studi legali delle principali associazioni ambientaliste ed animaliste in merito alle normative ed alla giurisprudenza nel settore della tutela ambientale ed animale. Ha collaborato e collabora con l'INFS Istituto Nazionale per la Fauna Selvatica (ora ISPRA) per lo studio delle migrazioni degli uccelli ed il loro monitoraggio scientifico.

### Attività con Paeseambiente
Come presidente dell'associazione Paeseambiente ha condotto a Treviso numerose battaglie per la protezione del territorio e della fauna locale: da qui l'opposizione ad una discarica di amianto (la più grande d'Europa) di Terra, alla Cava Morganella, alla continua costruzione di capannoni nei terreni agricoli, e a quella dell'elettrodotto di Terna. Inoltre si è combattuto contro la moria delle api, i bocconi e le esche avvelenate nelle campagne e al bracconaggio mentre ha lottato a favore del salvataggio degli anfibi e degli uccelli durante il periodo di migrazione. La campagna contro l'autorizzazione della discarica d'amianto risale al 2005 ed è riuscito a raccogliere con Paeseambiente 2.500 firme per chiedere al sindaco di impugnare l'autorizzazione della provincia di Treviso al TAR del Veneto. La battaglia contro il progetto dell'elettrodotto, che porta 380.00o volt e interessa i territori comunicali del Trevigiano e del Veneziano (Venezia, Scorzè, Martellago, Zero Branco, Morgano, Paese, Quinto di Treviso, Trevignano e Volpago del Montello) è, invece, ancora in corso: l'alternativa che Zanoni propone è il federalismo dell'energia con realizzazione di impianti fotovoltaici, eolici, idroelettrici per la produzione locale di energia elettrica utile ai residenti del posto.

### Attività al Parlamento europeo
La sua attività al Parlamento europeo è incentrata sulla difesa dell'ambiente, della salute pubblica e della tutela degli animali. Nel dicembre 2012 è stato nominato relatore per il Parlamento europeo della nuova Direttiva Ue 2011/92/UE concernente la valutazione dell'impatto ambientale di determinati progetti pubblici e privati (ad esempio autostrade, discariche, cave, ponti, cementifici e inceneritori. Tra le novità introdotte da Zanoni figurano un maggior coinvolgimento dei cittadini, lotta al conflitto d'interessi, monitoraggio degli effetti ambientali dei progetti anche dopo la loro realizzazione con obbligo di azioni correttive, sanzioni e protezione della biodiversità. Il testo scritto da Zanoni è stato approvato dalla commissione ENVI Ambiente, Sanità Pubblica e Sicurezza Alimentare l'11 luglio 2013 ed è stato approvato in via definitiva dall'intero Parlamento europeo, dopo oltre un anno di negoziati con le altre istituzioni Ue, il 12 marzo 2014. Nell'aprile 2012 è stato relatore della relazione di “Parere sulla proposta di Regolamento del Parlamento europeo e del Consiglio recante modifica del regolamento (CE) n.1185/2003 del Consiglio, relativo all'asportazione di pinne di squalo a bordo dei pescherecci” ovvero il divieto del taglio delle pinne di squalo a bordo.È stato tra i promotori della “Dichiarazione scritta sull'introduzione di un limite massimo di 8 ore per il trasporto nell'Unione europea di animali destinati alla macellazione” approvata dal Parlamento europeo il 30 novembre 2011. Da settembre 2011 ha presentato circa 260 interrogazioni parlamentari alla Commissione europea principalmente riguardanti la tutela dell'ambiente, della sanità pubblica e degli animali. Ha appoggiato l'iniziativa europea di legge popolare da un milione di firme Stop Vivisection che chiede l'abrogazione della direttiva 2010/63/UE sulla sperimentazione animale denunciando anche alla Commissione europea i problemi tecnici relativi al sistema informatico messo a disposizione dei cittadini.

### Attività per la tutela della fauna selvatica
Ha partecipato attivamente a campi antibracconaggio ad Ischia (NA) e sullo Stretto di Messina denunciando decine di bracconieri poi processati e condannati. Negli anni ha partecipato, in veste di ausiliario di polizia giudiziaria nominato dal Corpo Forestale dello Stato e dall'Arma dei Carabinieri, a decine di perquisizioni domiciliari nei confronti di bracconieri, commercianti di fauna selvatica, detentori illegali di armi, in qualità di tecnico per il riconoscimento delle specie selvatiche e dei mezzi di cattura proibiti.
Ha promosso e sottoscritto importanti ricorsi contro normative regionali che violavano le Direttive comunitarie di tutela della fauna selvatica e delle aree protette. Ha ottenuto la bocciatura della prima legge che l'allora presidente del Veneto, Giancarlo Galan, aveva emanato sui richiami vivi utilizzati nella caccia. Altre battaglie legali riguardano le cacce in deroga, la caccia ai cuccioli di capriolo, i regolamenti provinciali che limitano l'operatività delle guardie volontarie, il maltrattamento di animali, i calendari venatori illegali, per la tutela dei Siti di Importanza Comunitaria e le Zone di Protezione Speciale. Ha ottenuto l'annullamento di provvedimenti che consentivano la cattura di fauna selvatica, l'edificazione in aree protette, la caccia in forma vietata in violazione delle Direttive Comunitarie.
Ha scritto alcuni progetti di legge regionali e nazionali sulla tutela della fauna selvatica e sulla tutela degli habitat per diversi gruppi politici. Ha preparato migliaia di emendamenti per alcuni gruppi di opposizione in consiglio regionale del Veneto contro alcune leggi che peggioravano la tutela degli habitat e della biodiversità.
Periodicamente tiene lezioni agli alunni di classi elementari sulla vita degli animali e la loro tutela e li accompagna in escursioni didattico-ambientali.